# 야스나 디클리치
야스나 디클리치(Jasna Diklić, 1946년 3월 8일 ~ )는 보스니아 헤르체고비나의 배우이다.